# Srđan Žakula
Srđan Žakula (Korenica, 22 marzo 1979) è un allenatore di calcio ed ex calciatore serbo, di ruolo portiere.

## Palmarès

### Club

#### Competizioni nazionali
- Coppa di Serbia: 1

Vojvodina: 2013-2014